# Cui Zizhong
Cuī Zǐzhōng (崔 子忠; ? — 1644) was een Chinese schilder tijdens de Ming-dynastie (1368 — 1644).
Cui werd geboren in Laiyang in de provincie Shandong. Zijn erenaam was 'Daomu' en zijn bijnaam was 'Qingying'.
Cui specialiseerde zich in het schilderen van menselijke figuren in de stijl van Zhou Wenju. Hij ging een tijd in staking toen Li Zicheng Peking veroverde, waar hij op dat moment woonde. Cui's reputatie voor geweldige schilderkunst leidde ertoe dat hij in de volksmond bekend stond als 'Cui in het noorden'.